# Giuseppe Stasio
Giuseppe Stasio (Napoli, 3 febbraio 1960) è un ex calciatore, ex giocatore di calcio a 5 e dirigente sportivo italiano.

## Carriera da giocatore
Cresciuto nel vivaio dell’Excelsior, passa poi al Giugliano (D) dove a fine anno esordisce in prima squadra. L’anno successivo viene acquistato dal Milan dove termina il percorso del settore giovanile. Nel 1978 passa all’Irpina (D). Nel 1979 passa all’Avellino calcio che partecipa al campionato primavera. Nel 1980 entra a far parte della rosa della prima squadra dove esordisce in serie A il 23/11/1980 contro l’Ascoli. A fine stagione viene dato in prestito alla Nocerina (C1) dove trascorre la prima stagione, nella seconda, nel mercato invernale della stagione 1982/83 si trasferisce al Giulianova da dove poi continua per i campi di serie C (Olbia, Aesernia)  e serie D (Nardò, Almas Roma e Anziolavinio). Termina la sua carriera da calciatore sui campi della serie A di calcio a 5, e ottiene due presenze nella Nazionale italiana di calcio a 5

## Carriera da allenatore e dirigente
Dopo aver concluso la carriera come giocatore, intraprende la carriera di scouting nella A.S. Roma calcio per poi passare ad allenare sempre nel settore giovanile della stessa società. Consegue il patentino di allenatore professionista Uefa A e passa ad allenare la Berretti della Cisco Roma. In seguito, si abilita presso il settore tecnico di Coverciano alla qualifica di Direttore Sportivo Professionista e passa ad occuparsi di scouting per il Pescara calcio da dove ritorna alla A.S. Roma calcio nello stesso ruolo. Ha collaborato con la Spal ,nel 2022 era alla Triestina e nel 2023 è stato responsabile delle giovanili del Flaminia Civita Castellana. Dal 2024 è direttore sportivo del Montespaccato